# Carlos de Castellarnau
Carlos de Castellarnau   (Tarragona, 1 de setembre de 1977) és un compositor i guitarrista català.
Es va introduir en el món de la música com a autodidacta. El 2002 va començar a aprendre a tocar la guitarra clàssica al Conservatori de Vila-seca i es va iniciar la composició amb Ramon Humet. Tot seguit, del 2006 al 2010 va cursar el grau de composició a l'Escola Superior de Música de Catalunya, amb Agustí Charles. A continuació, va estudiar un màster de Creació Musical a la Universitat París 8. Posteriorment, ha assistit a diverses classes magistrals amb compositors destacats com Stefano Gervasoni al Conservatori de París, Helmut Lachenmann, Salvatore Sciarrino, José María Sánchez-Verdú, Hèctor Parra i Aureliano Cattaneo.
També va fer els Cursos I i II d'Informàtica Musical a l'Institut de recherche et coordination acoustique/musique. El curs 2018-19 va ser artista resident de l'Académie France de la Casa de Velázquez a Madrid, on va dur a terme el projecte de teatre musical Struwwelpeter, cuentos crueles al oído, que gira entorn del costat grotesc de la música. El 9 de febrer del 2018, va estrenar Ar’ab la forsa del freis al Gran Teatre del Liceu, una obra interpretada amb el contratenor Oriol Rosés i els clarinetistes Manuel Martínez Mínguez i Javier Vilaplana en la qual aprofundeix en la vida amorosa plena de desgràcies del trobador occità Raimon de Miraval. El 28 de novembre del 2021, va conduir juntament amb la pedagoga musical Cristina Cubells el taller de creació musical infantil Itinerantes a l'Escola Municipal de Música de La Nava de Santiago, a Extremadura.
El setembre del 2010, va ser seleccionat per a les Jornades per a Joves Compositors en el 48è Encontre de la Jove Orquestra Nacional de Catalunya. El 2011, va esdevenir finalista a l'ALEA III Composition Competition of Boston per l'obra Amnios, per a sextet instrumental. El 2012, va guanyar la X edició del Premi Internacional Joan Guinjoan per a Joves Compositors amb la peça Intervallum Mundi Motus (2011). Aquell mateix any va ser finalista al IV Synthermia Composition Competition i va aconseguir el segon premi del Premio di Trieste.